# Dicrossus foirni
Dicrossus foirni är en fiskart som beskrevs av Römer, Hahn och Vergara 2010. Dicrossus foirni ingår i släktet Dicrossus och familjen Cichlidae. Inga underarter finns listade i Catalogue of Life.